# فرودگاه بین‌المللی باورفیلد
فرودگاه بین‌المللی باورفیلد (به انگلیسی: Bauerfield International Airport) (به زبان بومی: Port Vila International Airport) یک فرودگاه همگانی با کد یاتا VLI است که یک باند فرود آسفالت دارد و طول باند آن ۲۶۰۰ متر است. این فرودگاه در کشور وانواتو قرار دارد و در ارتفاع ۲۱ متری از سطح دریا واقع شده‌است.

## شرکت‌های هواپیمایی و مقصدهای پروازی

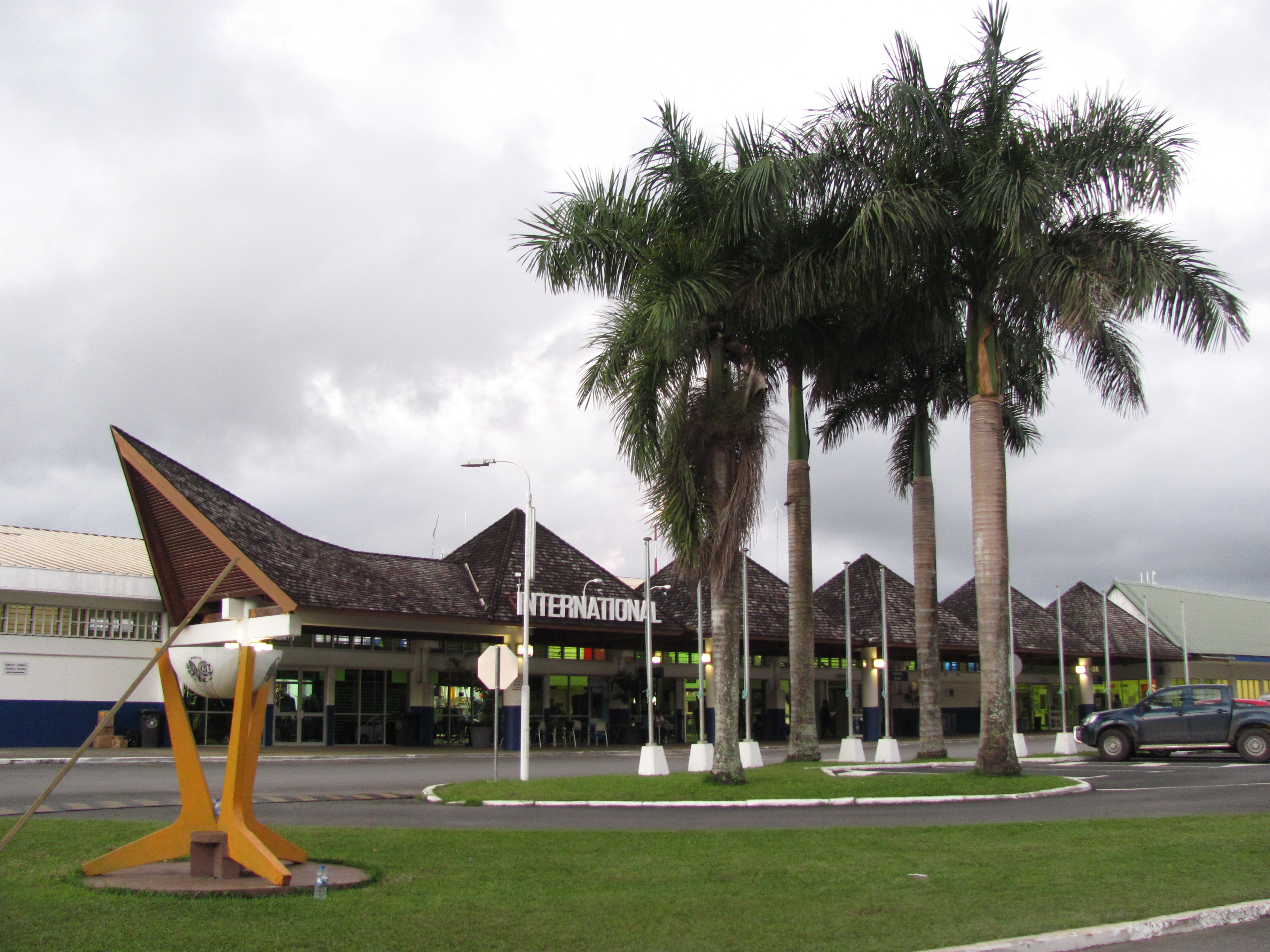
Bauerfield International Airport

| شرکت‌های هواپیمایی | مقصدهای پروازی | Terminal      |
| ----------------- | --- | ------------- |
| ایرکالین          | لا تنتوتا | International |
| ایر نیوگینی       | جکسنز | International |
| ایر وانواتو       | دیلون، Emae، آیپوتا، ماله‌کولا، Lamen Bay، Lonorore، سانتوپکا، نورساپ، Paama، South West Bay، وایت‌گرس، Tongoa، Ulei، Valesdir | Domestic      |
| ایر وانواتو       | اوکلند، بریزبن، هونیارا، نادی، لا تنتوتا، نوسوری، سیدنی                                                                      | International |
| فیجی ایرویز       | هونیارا، نادی، نوسوری | International |
| Solomon Airlines  | هونیارا، نادی | International |
| ویرجین استرالیا   | بریزبن | International |